# Rein Baart
Rein Baart (Renkum, 13 april 1972) is een voormalig Nederlands voetbalkeeper en huidig keeperstrainer.

## Spelersloopbaan
Baart speelde in de jeugd bij ESCA, SCH en Vitesse maar brak niet door. Daarom besloot hij in 1996 voor TOP Oss te gaan keepen, waar hij tweede keeper werd. Op 4 oktober 1996 maakte hij daar zijn competitiedebuut tijdens een thuiswedstrijd tegen Emmen, als invaller voor de geblesseerd geraakte eerste doelman Raymond Koopman. In 1998 werd hij door VVV aangetrokken als opvolger van de vertrokken Frank Kooiman. Baart werd eerste keus bij VVV en vertrok in 2001 naar eredivisionist Fortuna Sittard, waar hij aanvankelijk tweede keus was achter Ruud Hesp. Nadat Hesp zijn carrière beëindigde mocht Baart het als eerste keeper proberen. Fortuna maakte slechte tijden door, want na de degradatie uit de Eredivisie belandde de club in de kelder van de Eerste divisie. In 2005 ging Baart voor de amateurs van SV Babberich spelen, maar toen VVV begin 2006 door blessures met een keeperstekort kampte, keerde hij terug naar Venlo en in 2007 promoveerde hij met de club naar het hoogste niveau. In het daaropvolgende seizoen verhuisde Baart naar N.E.C. waar hij tweede doelman werd achter Gábor Babos. In de zomer van 2010 ging hij naar FC Edmonton uit Canada waar hij een contact voor anderhalf jaar tekende. Pas in 2011 kwam die nieuwe club voor het eerst uit in de competitie en hij debuteerde voor Edmonton op 9 april 2011 met een 2-1 thuisoverwinning op Fort Lauderdale Strikers.

## Profstatistieken
| Seizoen         | Club            | Competitie      | Competitie | Competitie | Beker | Beker | Play-offs | Play-offs | Totaal | Totaal |
| Seizoen         | Club            | Competitie      | Wed.       | Dlp.       | Wed.  | Dlp.  | Wed.      | Dlp.      | Wed.   | Dlp.   |
| --------------- | --------------- | --------------- | ---------- | ---------- | ----- | ----- | --------- | --------- | ------ | ------ |
| 1996/97         | TOP Oss         | Eerste divisie  | 11         | 0          | 0     | 0     | —         | —         | 0      | 0      |
| 1997/98         | TOP Oss         | Eerste divisie  | 3          | 0          | 0     | 0     | —         | —         | 0      | 0      |
| 1998/99         | VVV             | Eerste divisie  | 32         | 0          | 4     | 0     | —         | —         | 36     | 0      |
| 1999/00         | VVV             | Eerste divisie  | 28         | 0          | 3     | 0     | —         | —         | 31     | 0      |
| 2000/01         | VVV             | Eerste divisie  | 19         | 0          | 6     | 0     | —         | —         | 25     | 0      |
| 2001/02         | Fortuna Sittard | Eredivisie      | 2          | 0          | 1     | 0     | —         | —         | 3      | 0      |
| 2002/03         | Fortuna Sittard | Eerste divisie  | 32         | 0          | 1     | 0     | —         | —         | 33     | 0      |
| 2003/04         | Fortuna Sittard | Eerste divisie  | 31         | 0          | 2     | 0     | —         | —         | 33     | 0      |
| 2004/05         | Fortuna Sittard | Eerste divisie  | 30         | 0          | 2     | 0     | —         | —         | 32     | 0      |
| 2005/06         | VVV-Venlo       | Eerste divisie  | 6          | 0          | 0     | 0     | 2         | 0         | 8      | 0      |
| 2006/07         | VVV-Venlo       | Eerste divisie  | 33         | 0          | 1     | 0     | 6         | 0         | 40     | 0      |
| 2007/08         | N.E.C.          | Eredivisie      | 0          | 0          | 0     | 0     | 1         | 0         | 1      | 0      |
| 2008/09         | N.E.C.          | Eredivisie      | 0          | 0          | 0     | 0     | 0         | 0         | 0      | 0      |
| 2009/10         | N.E.C.          | Eredivisie      | 1          | 0          | 0     | 0     | —         | —         | 1      | 0      |
| 2011            | FC Edmonton     | NASL            | 24         | 0          | 1     | 0     | 1         | 0         | 26     | 0      |
| 2012/13         | FC Oss          | Eerste divisie  | 0          | 0          | 0     | 0     | —         | —         | 0      | 0      |
| 2013/14         | FC Oss          | Eerste divisie  | 2          | 0          | 0     | 0     | —         | —         | 2      | 0      |
| Carrière totaal | Carrière totaal | Carrière totaal | 254        | 0          | 21    | 0     | 10        | 0         | 285    | 0      |

## Trainersloopbaan
Na zijn terugkeer vanuit Canada naar Nederland ging hij in 2012 aan de slag als keeperstrainer-vak bij FC Oss waar hij tevens als derde doelman fungeerde. Vanaf 2015 was Baart werkzaam bij Vitesse als keeperstrainer van Jong Vitesse en binnen de voetbalacademie. Hij was keeperstrainer tijdens het door Nederland gewonnen Europees kampioenschap voetbal mannen onder 17 - 2018. In 2020 volgde hij Raimond van der Gouw op als keeperstrainer van het eerste elftal. In het seizoen 2021/22 was Baart keeperstrainer bij Go Ahead Eagles. Medio 2022 ging hij die functie vervullen bij RKC Waalwijk. In de zomer van 2023 was hij in beeld bij Vitesse om daar opnieuw keeperstrainer te worden, maar de club koos voor Raimond van der Gouw. Drie weken later tekende Baart een eenjarig contract bij VVV-Venlo. Na afloop van het seizoen stapte Baart over naar FC Twente, waar hij als opvolger van Sander Boschker een tweejarig contract tekende.